# Море Холоду
 Мо́ре Хо́лоду (англ. Mare Frigoris) — місячне море, розташоване на північ від Моря Дощів і тягнеться до північного краю Моря Ясності. З півдня до «Моря Холоду» примикають навколишні Море Дощів, гори Альпи, розсічені прямою тріщиною довжиною 170 км при ширині 10 км — Долиною Альп. Море розташоване в зовнішньому кільці Океану Бур; сформувалося в епоху Раннеімбрійского періоду, його східна частина — в Пізнєімбрійскій період, а західна — в Ератосфенський період геологічної активності Місяця.
На південь від моря розташовано темне округле утворення — кратер Платон.
Селенографічні координати об'єкта — 56°00′ пн. ш. 1°24′ сх. д. / 56.0° пн. ш. 1.4° сх. д., діаметр становить 1596 км.

## Назви
Як і більшість іншої морів на Місяці, «Море Холоду» було назване Джованні Річчіолі, чия 1651 система номенклатура стала стандартизованою. Раніше Вільям Гільберт включив її в число «Insula Borealis» («північний острів») в його карті c. 1600, і Майкл Ван Дангрен Ван були помічені йому «Mare Astronomicum» («Морський астрономії») в його 1645 карті. П'єр Гассенді назвав це «Boreum Mare» ('Північний морський ").